# Миджли, Мэри
Мэри Беатрис Миджли (Мидгли) (англ. Mary Beatrice Midgley), урождённая Скраттон (англ. Scrutton, 13 сентября 1919, Лондон — 10 октября 2018) — английский философ

-этик, преподаватель Ньюкаслского университета, затем его почётный сотрудник.

## Биография
Родилась в 1919 году в семье священника. В 1938-42 гг. училась в Оксфорде (Сомервиль-колледж). В 1962—1980 гг. преподаватель философии Ньюкаслского университета. Ушла на пенсию с закрытием философского департамента.
Автор 16 книг и множества статей. Первую книгу опубликовала в 1978 году, последнюю — в 2014 году. Выступала по телевидению и радио.
Отмечена Edinburgh Medal (2015). Почётный доктор Даремского (1995) и Ньюкаслского (2008) университетов.
С 1950 года была замужем за философом Джеффри Миджли, с мужем познакомилась в Оксфорде, в 1997 году осталась вдовой. Три сына.